# Motoki Kawasaki
Motoki Kawasaki (født 2. februar 1979) er en tidligere japansk fodboldspiller.
Han har spillet for flere forskellige klubber i sin karriere, herunder Oita Trinita.